# Donkey Kong (personagem)
Donkey Kong, também abreviado como DK, é um gorila fictício da série de videogames Donkey Kong e Mario, criada por Shigeru Miyamoto. O Donkey Kong apareceu pela primeira vez no Donkey Kong Jr. sendo inicialmente como filhote, e apareceu posteriormente como adulto na série Donkey Kong Country que foi lançada em 1994 com um novo Donkey Kong como protagonista (embora várias edições se concentrem em seus amigos Diddy Kong e Dixie Kong). Essa versão do personagem continua sendo a principal até hoje. Embora o Donkey Kong dos jogos da década de 1980 e o Donkey Kong moderno compartilhem o mesmo nome, o manual de Donkey Kong Country e dos jogos subsequentes retratam o primeiro como Cranky Kong, o avô do segundo, com exceção de Donkey Kong 64 e Super Mario Bros. O Filme, nos quais Cranky é retratado como seu pai, alternativamente retratando o Donkey Kong moderno como o Donkey Kong original dos jogos de fliperama. Donkey Kong é considerado um dos personagens mais populares e icônicos da história dos videogames.
Mario, o protagonista do jogo original de 1981, tornou-se o personagem central da franquia Mario; o Donkey Kong moderno aparece regularmente como personagem convidado nos jogos Mario. Ele também pode ser jogado em todos os jogos da série de luta crossover Super Smash Bros. e atua como o principal antagonista da série Mario vs. Donkey Kong de 2004 a 2015. O personagem é dublado por Richard Yearwood e Sterling Jarvis na série animada Donkey Kong Country (1997-2000), e por Seth Rogen no longa-metragem da Illumination Entertainment, Super Mario Bros. O Filme (2023).

## Conceito e criação
Em 1981, a Nintendo estava buscando uma licença para criar um jogo baseado na história em quadrinhos Popeye dos anos 1930. Quando esse relacionamento foi cancelado, a Nintendo decidiu aproveitar a oportunidade para criar personagens originais que poderiam ser comercializados e usados em jogos posteriores. Shigeru Miyamoto criou muitos personagens e conceitos de enredo, mas acabou optando por um triângulo amoroso entre o gorila, o carpinteiro e a namorada, que espelhava a rivalidade entre Brutus e Popeye por Olívia Palito. Brutus foi substituído por um grande gorila enfurecido, que Miyamoto disse ser "nada muito maligno ou repulsivo", e o animal de estimação do personagem principal. Miyamoto também citou o filme King Kong, de 1933, como influência para o personagem. Além da mídia americana dos anos 1930, Miyamoto também afirmou que se inspirou em "A Bela e a Fera". Miyamoto usou "donkey" para transmitir "teimoso" em inglês; enquanto "Kong" era simplesmente para sugerir que ele era um "macaco grande", o nome Donkey Kong tinha a intenção de transmitir "macaco teimoso" para o público americano. Quando ele sugeriu esse nome à Nintendo da America, as pessoas riram, mas o nome pegou.

A aparência do personagem foi redesenhada para o Super NES em 1994 pelo ex-artista de personagens da Rare, Kevin Bayliss, com a supervisão de Miyamoto, que sugeriu dar a Donkey Kong uma gravata vermelha. Bayliss apresentou o visual moderno à Nintendo e foi imediatamente aprovado para a mídia 3D de alta resolução. Embora o design do personagem tenha sido ajustado ao longo dos anos, a aparência de Donkey Kong permanece consistente desde a última modificação feita por Bayliss.

## Características
A série Donkey Kong Country introduziu o cenário da Donkey Kong Island e uma história de fundo para o personagem. A série também apresentou Diddy Kong como seu companheiro e melhor amigo, e K. Rool, Rei dos Kremlings, como seu nêmesis que rouba seu tesouro de bananas. Embora mantivesse a gravata vermelha apresentada no jogo para Game Boy, Donkey Kong, ele também tinha uma aparência física distinta, com sobrancelhas pesadas e uma mecha de cabelo no topo da cabeça. Esse se tornaria o visual padrão de Donkey Kong, ainda usado mais de duas décadas depois. O Donkey Kong moderno é retratado como um gorila poderoso, mas descontraído, que se interessa principalmente por seu estoque de bananas e por sua namorada, Candy Kong. Ele tem habilidades pugilísticas que são frequentemente enfatizadas, aparecendo como um chefe oculto em Punch-Out!!, dando um uppercut em K. Rool para fora de seu castelo no final de Donkey Kong Country 2 e tendo ataques baseados em socos como seus movimentos especiais e finais em Super Smash Bros. Ultimate. Em uma partida contra o campeão de boxe "Krusha" K. Rool em Donkey Kong 64, o peso de DK é de 800 libras.
O novo Donkey Kong apresentado em Donkey Kong Country foi inicialmente caracterizado como o neto do Donkey Kong original que aparece no jogo como um macaco idoso chamado Cranky Kong. Essa continuou sendo a história mais consistente, sendo também declarada diretamente em Donkey Kong Land e Donkey Kong Country 2: Diddy's Kong Quest, mas Donkey Kong 64 retrata o Donkey Kong moderno como o filho de Cranky Kong. Leigh Loveday, o escritor de Donkey Kong Country 2, prefaciando sua declaração com "Até onde eu sei", disse que ele é uma versão adulta de Donkey Kong Jr. O site da Nintendo da Europa também afirma que o DK moderno é o DK Jr.
No entanto, as versões para Game Boy Advance de Donkey Kong Country e Donkey Kong Country 2: Diddy's Kong Quest, Super Smash Bros. Brawl, Super Smash Bros. Ultimate, Donkey Kong Country Returns, Donkey Kong Country: Tropical Freeze, Gregg Mayles da Rare e Playing With Super Power: Nintendo Super NES Classics eGuide afirmam explicitamente que o Donkey Kong atual é neto de Cranky.

## Aparições

### História inicial
Donkey Kong apareceu pela primeira vez como o antagonista titular do jogo de fliperama Donkey Kong de 1981 (9 de julho de 1981) (ao lado do protagonista Mario e da donzela em perigo, Pauline). Como Mario, o jogador deve alcançar Donkey Kong no topo de cada fase, onde ele mantém Pauline em cativeiro. Donkey Kong tenta impedir o progresso do jogador jogando barris, molas e outros objetos em Mario. O macaco reapareceu no ano seguinte na sequência Donkey Kong Jr., em que Donkey Kong é capturado e trancado em uma gaiola por Mario, enquanto Donkey Kong Junior parte para resgatá-lo. Donkey Kong retomou seu papel antagônico em Donkey Kong 3, desta vez com o personagem Stanley the Bugman tomando o lugar de Mario como protagonista. Stanley luta contra as tentativas de Donkey Kong de invadir uma estufa junto com uma horda de abelhas assassinas.
Depois de Donkey Kong, Mario passou a ser o principal mascote da Nintendo, enquanto Donkey Kong e seu filho foram relegados a papéis secundários e participações especiais. A versão de 1994 de Donkey Kong para Game Boy marcou seu ressurgimento como personagem principal. Ele foi redesenhado, aparecendo com uma gravata vermelha no pescoço, que às vezes tem suas iniciais, "DK".

### Era Rare
O jogo Donkey Kong Country, de 1994, para o Super Nintendo Entertainment System, desenvolvido pela desenvolvedora britânica de jogos Rare, foi o início de uma série. O manual do Donkey Kong Country afirma que o protagonista principal desse jogo é o neto do Donkey Kong da trilogia original, que agora é o Cranky Kong. Cranky orquestra os eventos de Donkey Kong Land para recriar os de DKC. Apesar de seu nome estar nos títulos, Donkey Kong é a donzela em perigo nas duas sequências de DKC e nas de DKL, em que ele é capturado por K. Rool. Nessas sequências, o jogador controla Diddy, Dixie e Kiddy em sua missão de resgatar Donkey Kong. A série Donkey Kong Country também levou a uma série animada de televisão e a Donkey Kong 64, no qual DK pode ser jogado novamente.

### Era pós-Rare
Após a Rare sair da série, a Nintendo coproduziu uma trilogia de jogos rítmicos com a Namco para o GameCube, conhecida como a série Donkey Konga, baseada no Taiko: Drum Master, da Namco, embora apenas dois dos jogos da série tenham chegado aos Estados Unidos. Donkey Kong Jungle Beat foi lançado em 14 de março de 2005 na América do Norte para o GameCube. Ele retratava DK como sendo mais violento do que sua imagem original e também usava os controles de bongô. Foi também o primeiro jogo a receber a classificação ESRB E10+. Em outubro de 2007, Donkey Kong Barrel Blast foi lançado na América do Norte para o Wii.
Nos consoles portáteis, Donkey Kong se reuniu com seu antigo rival Mario no jogo Mario vs. Donkey Kong para Game Boy Advance de 2004. Um retorno ao jogo Donkey Kong para o Game Boy, Donkey Kong retomou seu papel de antagonista dos jogos anteriores ao assumir o controle da Mario Toy Company, chateado com a falta de brinquedos Mini-Mario disponíveis para compra. O jogo foi seguido por uma sequência em 2006, intitulada Mario vs. Donkey Kong 2: March of the Minis, em que Donkey Kong, que está apaixonado por Pauline, a sequestra e a leva para o telhado do parque de diversões Super Mini-Mario World quando ela ignora um brinquedo Mini-Donkey Kong em favor de um Mini-Mario. Ele também apareceu mais uma vez como o antagonista em Mario vs. Donkey Kong: Minis March Again! e Mario vs. Donkey Kong: Mini-Land Mayhem! Além desses, Donkey Kong apareceu em DK King of Swing, para o GBA, na época de Jungle Beat, e em sua sequência, DK Jungle Climber, para o Nintendo DS. No jogo para Wii Donkey Kong Country Returns, de 2010, Donkey Kong e Diddy Kong se livram da tribo Tiki Tak, que aparece na Donkey Kong Island e hipnotiza várias criaturas. No jogo para Wii U de 2014, Donkey Kong Country: Tropical Freeze, Donkey Kong se propõe a recuperar sua casa dos malvados vikings conhecidos como Snowmads.

### Outras aparições
Todos os jogos Mario Kart apresentam uma versão de Donkey Kong como personagem jogável. O Super Mario Kart apresentava Donkey Kong Junior como personagem jogável. O Donkey Kong moderno fez sua primeira aparição na série com o Mario Kart 64 e, desde então, está presente em todos os jogos até hoje.
Na série Mario Party, ele foi um personagem jogável em todos os três títulos lançados para o N64 e também em Mario Party 4 para o GameCube, sendo essa sua última aparição jogável na série por algum tempo. Ele acabou se tornando um "personagem de evento" em jogos posteriores, aparecendo como um personagem incidental no tabuleiro do jogo. Ele apareceu no Mario Party 8, mais uma vez como um personagem incidental no tabuleiro do jogo. Donkey Kong também aparece em Mario Party DS e em Mario Party 9 como um personagem não-jogável, embora tenha voltado a ser jogável em Mario Party 10 e em Mario Party: Star Rush (junto com Diddy Kong). Donkey Kong aparece como um competidor em Mario Party: The Top 100 e, mais tarde, como um personagem desbloqueável e jogável em Super Mario Party.
Donkey Kong também apareceu como personagem jogável em vários jogos de esportes do Mario. Donkey Kong era um personagem selecionável em Mario Tennis, Mario Power Tennis, Mario Tennis: Power Tour, Mario Tennis Open, Mario Tennis: Ultra Smash e Mario Tennis Aces. Donkey Kong pode ser jogado em Mario Golf, Mario Golf: Toadstool Tour, Mario Golf: World Tour e Mario Golf: Super Rush, mas não em Mario Golf: Advance Tour. Donkey Kong aparece em Super Mario Strikers para o GameCube e fez sua primeira aparição no Wii no título Mario Strikers Charged como capitão de futebol jogável. Em Mario Super Sluggers, ele aparece novamente como capitão. Donkey Kong também aparece em Mario Superstar Baseball. Ele pode ser jogado em quase todos os jogos Mario & Sonic, começando com Mario & Sonic at the Olympic Winter Games. Ele também pode ser jogado em Mario Hoops 3-on-3 e Mario Sports Mix.
Ele também pode ser jogado em todos os jogos do Super Smash Bros. Donkey Kong apareceu no Super Smash Bros. como o primeiro personagem da série Donkey Kong e tinha um estágio chamado "Kongo Jungle", baseado em Donkey Kong Country. Ele e Kongo Jungle retornaram para o segundo jogo da série, Super Smash Bros. Melee. Nesse jogo, ele teve duas novas fases chamadas "Jungle Japes" e "Kongo Jungle", e uma versão do "DK Rap" de Donkey Kong 64 serve como música de palco para Kongo Jungle (a única diferença na letra é que a palavra "heck" foi substituída pela palavra "hell"). Ele apareceu mais uma vez em Super Smash Bros. Brawl, desta vez acompanhado de seu companheiro Diddy Kong e três fases - "Jungle Japes" de Melee, "Rumble Falls" de Donkey Kong Jungle Beat, e "75m" do jogo Donkey Kong original de 1981. Tanto Donkey Kong quanto Diddy Kong retornaram à série em Super Smash Bros. para Nintendo 3DS e Super Smash Bros. para Wii U, sendo que Donkey Kong estava entre a primeira leva de amiibo lançados para os jogos. Jungle Japes, de Melee, retorna na versão 3DS, e tanto Kongo Jungle, do Super Smash Bros. original, quanto 75m, de Brawl, retornam na versão Wii U, juntamente com uma nova fase chamada Jungle Hijinxs, de Donkey Kong Country Returns. Junto com Bowser, ele também é um personagem convidado jogável nas versões Nintendo de Skylanders: SuperChargers. O Super Mario Maker apresenta Donkey Kong como uma fantasia de Mystery Mushroom. Donkey Kong aparece como um dos personagens jogáveis na campanha que pode ser baixada, Donkey Kong Adventure, para Mario + Rabbids Kingdom Battle.
O personagem também fez mais aparições incidentais. Dois inimigos menores em Super Mario RPG têm uma semelhança impressionante com Donkey Kong. Um dos inimigos, chamado "Guerrilla", diz "Don't confuse me with someone else" (Não me confunda com outra pessoa), referindo-se a DK. Tanto Donkey Kong quanto Donkey Kong Jr. aparecem como antagonistas menores no livro de aventura Doors to Doom, baseado em Super Mario Bros. Donkey Kong também foi apresentado na série de portáteis Game & Watch Gallery e no Tetris DS. Em Yoshi's Island DS, Donkey Kong aparece como "Baby DK", uma versão mais jovem de si mesmo, semelhante ao Baby Mario. Aparecendo pela primeira vez no World 2-1, a maior parte de sua jogabilidade reflete Donkey Kong Jr., inclusive com os inimigos Snapjaw do jogo. Ele foi visto na plateia de alguns jogos da série Punch-Out!!. Ele também serve como oponente oculto no jogo Punch-Out!! de 2009 para o Wii. Durante a época da Rare, as referências eram vistas em todos os jogos da Rare. Em Banjo-Tooie, a filha de Bottle, Goggles, é vista segurando um boneco de pelúcia do Donkey Kong. Também nos alojamentos dos trabalhadores da Grunty's Industries, o logotipo do DK é visto na geladeira.
Fora dos videogames, Donkey Kong fez várias aparições em animações. A série de antologia animada Saturday Supercade, de 1983, apresentou segmentos de desenho animado baseados no jogo de arcade original Donkey Kong. Nesses segmentos, Donkey Kong, dublado por Soupy Sales, era um gorila de circo que fugia de Mario e Pauline, que tentavam recapturá-lo. Uma segunda série de segmentos baseada em Donkey Kong Jr. concentrou-se no personagem-título, dublado por Frank Welker, que procurava encontrar seu pai desaparecido após sua fuga do circo. Mais tarde, Donkey Kong apareceu como um antagonista recorrente na série animada Captain N: The Game Master, de 1989, com a voz de Garry Chalk. Ele é retratado como o governante territorial e facilmente enfurecido de Kongoland, e precisa ser alimentado para ser apaziguado. Donkey Kong também foi o personagem principal da série animada Donkey Kong Country, de 1996, na qual Donkey Kong lutou para proteger a Ilha Kongo Bongo e o místico Crystal Coconut do Rei K. Rool e seus capangas Kremling. Donkey Kong foi dublado por Richard Yearwood, com sua voz cantada por Sterling Jarvis. Donkey Kong é sutilmente aludido no filme Super Mario Bros., de 1993, quando o personagem Anthony Scapelli, interpretado por Gianni Russo, é inadvertidamente transformado em um chimpanzé pelo Rei Koopa. Donkey Kong foi dublado por Seth Rogen no filme de 2023 da Illumination Entertainment, além de ter recebido um sutil redesenho composto de elementos de suas aparições contemporâneas e originais nos fliperamas. Em novembro de 2021, surgiram relatórios que afirmavam que a Illumination havia iniciado o desenvolvimento de um filme spin-off de Donkey Kong, com Rogen pronto para reprisar seu papel. Em resposta às reações negativas por dublar Donkey Kong com sua voz normal, Rogen explicou: "Fui muito claro ao dizer que não faço vozes" e "Se você quer que eu participe do filme, então ele vai soar como eu e pronto. Esse foi o começo e o fim da conversa". Ele acrescentou ainda: "Acho que no filme e no jogo, tudo o que você parece saber sobre Donkey Kong é que ele atira barris e não gosta muito de Mario. E foi com isso que eu comecei".

## Recepção de legado
Donkey Kong foi descrito como um dos mascotes mais icônicos da Nintendo. Em sua 250ª edição, em janeiro de 2010, a Nintendo Power o classificou como o oitavo herói favorito da Nintendo, afirmando que, apesar de ser um herói um tanto pateta, ele é decentemente bom no geral e divertido. Eles também o classificaram como o oitavo vilão favorito da Nintendo, brincando que se deve evitá-lo se ele não estiver usando gravata. A IGN criticou sua gravata, afirmando que "DK precisa de uma reforma na moda". Eles disseram que, embora ele "costumava ser um ícone do trabalho", "seu status está começando a mostrar sinais de ferrugem". O site 1UP.com listou-o como o personagem mais "envelhecido sem brilho", citando o fato de que o Donkey Kong original do jogo de fliperama acabou se tornando o Cranky Kong. A IGN o classificou em 5º lugar na lista "Top 100 Vilões de Videogame" por suas aparições anteriores. O UGO.com listou Donkey Kong em sétimo lugar em sua lista dos "25 personagens ocultos mais incríveis" por sua participação especial em Punch-Out!!. A Empire também o incluiu em sua lista dos 50 maiores personagens de videogame, acrescentando que ele é "o personagem com o pior nome da história dos jogos". A edição de 2011 do Guinness World Records Gamer's Edition lista Donkey Kong como o 33º personagem de videogame mais popular. Em 2012, a GamesRadar o classificou como o 25º melhor herói dos videogames. Jeremy Parish, da Polygon, classificou 73 lutadores do Super Smash Bros. Ultimate "do lixo ao glorioso", listando Donkey Kong em 22º lugar, afirmando que "adoraríamos jogar como Donkey Kong. Mas esse cara? Ele é apenas a versão impostora dos últimos dias de Donkey Kong Country - o filho do DK original". Gavin Jasper, do Den of Geek, classificou Donkey Kong em 13º lugar entre os personagens do Super Smash Bros. Ultimate, afirmando que "é muito divertido jogar com DK, especialmente quando ele solta seu movimento de tapa no chão em uma partida contra sete oponentes e todos estão pulando como bolas de pingue-pongue. Seu soco de corda também é perfeito". A HobbyConsolas também incluiu Donkey Kong em sua seção "Os 30 melhores heróis dos últimos 30 anos". De acordo com Matt Reeves, os traiçoeiros macacos leais a Koba a serviço do Coronel em seu filme de 2017 Planeta dos Macacos: A Guerra são apelidados de "donkeys" em uma referência tanto a Donkey Kong quanto ao fato de serem usados como "mulas de carga".